# Ebert+Jacobi
Die Ebert+Jacobi GmbH & Co. KG ist ein Pharmagroßhändler mit Hauptsitz in Würzburg. Seit 2017 gehört Ebert+Jacobi zur Noweda Apothekergenossenschaft eG in Essen.

## Allgemeines
Das bis 2016 in der vierten Generation inhabergeführte Familienunternehmen wurde 1884 gegründet und war der größte private Pharmagroßhändler. Von fünf Standorten aus beliefert die Unternehmensgruppe mehrmals täglich über 2800 Apotheken in Süd- und Mitteldeutschland. 2016 beschäftigten die Unternehmen der Unternehmensgruppe rund 800 Mitarbeiter, davon ca. 80 Auszubildende.

## Geschichte

### Gründung und Neuanfang
Am Neujahrestag 1884 gründeten Emil Ebert (1856–1906) und Philipp Jacobi das Unternehmen Ebert+Jacobi, eine „Chemikalien-, Drougen-, Material- und Faarbwaarenhandlung en gros“. Bereits nach wenigen Jahren verließ Emil Ebert das Unternehmen und verstarb im Jahr 1906, sein Name blieb bis heute Bestandteil des Firmennamens.
Friedrich Jacobi, der Sohn von Philipp Jacobi, war als Nachfolger vorgesehen, starb jedoch zuvor und seine Schwiegersöhne, Fritz Müller und dessen Schwager Ludwig Schüller, die 1923 in die Firma eingetreten waren, übernahmen bis 1945 die Leitung.
Kurz vor Ende des Zweiten Weltkrieges, beim Bombenangriff auf Würzburg am 16. März 1945, wurde das Firmengebäude vollständig zerstört. Bereits im Juli 1945 konnte zunächst provisorisch der Geschäftsbetrieb wieder aufgenommen werden. Arzneimittel waren zur Mangelware geworden und die regionale Versorgung gewann an Bedeutung. Der Wiederaufbau in den ehemaligen Räumlichkeiten in der Würzburger Innenstadt konnte 1959 abgeschlossen werden.
Bald begann das Unternehmen zu expandieren. Mit der Eröffnung der Niederlassung in Heidenheim an der Brenz im Jahr 1965 wurde das Liefergebiet erweitert.

### Tochtergesellschaften
Die Unternehmensgruppe Ebert+Jacobi entstand seit 1987 durch gezielte Übernahmen von privaten pharmazeutischen Großhandlungen:
- spangropharm GmbH & Co. KG: Mit Wirkung zum 1. Januar 1987 übernahm Ebert+Jacobi die Firma Spangropharm im nordhessischen Spangenberg. Das Unternehmen wurde am 30. Mai 1916 durch den Apotheker und Chemiker Max Woelm – auch Besitzer der Woelm’schen Apotheke in Spangenberg – als Großhandelsgeschäft für Drogen und pharmazeutische Rohstoffe gegründete. 1934 wurde der Betrieb nach Eschwege/Werra verlegt. 1946 kam der Pharmagroßhandlung wieder zurück in diese Stadt Spangenberg.
- Ebert+Jacobi Holdermann GmbH & Co. KG: 2004 hatte Ebert+Jacobi 50 Prozent der Anteile am kriselnden Privatgroßhändler Holdermann in Baden-Baden übernommen. Ende 2012 folgten weitere 13,3 Prozent der Anteile. Im Herbst 2014 wurden das Vertriebszentrum in Baden-Baden geschlossen und der Kundenstamm für 2,8 Millionen Euro verkauft. Die Niederlassung in Ludwigshafen wurde in ein Joint Venture mit Fiebig eingebracht.
- Ebert+Jacobi Finze GmbH Co. KG: Mit Wirkung zum 1. Juli 2007 übernahm die Unternehmensgruppe Ebert+Jacobi die private pharmazeutische Großhandlung Eduard Finze GmbH & Co KG. Das Unternehmen wurde 1922 in Aussig an der Elbe in Nordböhmen (heute: Ústí nad Labem, Tschechien) von Eduard Finze gegründet. Neustart nach Vertreibung und Flucht ab 1948 in Schwandorf in der Oberpfalz. 1994 ging der Betrieb mit Christel Finze und Roland Eder nach Pfreimd.
- Fiebig Ebert+Jacobi GmbH & Co. KG mit Sitz in Ludwigshafen am Rhein entstand 2014 nach jahrelanger erfolgreicher Kooperation aus einem Zusammenschluss von Fiebig GmbH & Co. KG und Ebert+Jacobi GmbH & Co. KG.

Firmenlogo (2009 bis 2016)

Ebert+Jacobi schloss sich dem Zusammenschluss mittelständischer Großhändler, Pharma privat, an. Ab 2009 traten die bei Pharma privat gebündelten Großhändler in einem einheitlichen Dachmarkensystem auf. Ebert+Jacobi und dessen Töchter erhielten neue Firmenlogos.

### Übernahme
Zum 1. Januar 2017 hat die Noweda Apothekergenossenschaft eG mit Hauptsitz in Essen Ebert+Jacobi und deren Töchter übernommen. Mit der Übernahme von Ebert+Jacobi, die mit mehr als 600 Mitarbeitern zuletzt einen Jahresumsatz von etwa 750 Millionen Euro erwirtschaftete, verlor die Großhandelskooperation Pharma Privat ein Drittel ihres Umsatzes und ihre Flächendeckung. Im Bundesland Bayern gibt es seitdem für die Apotheken keine inhabergeführten Versorger mehr.

## Niederlassungen
- Ebert+Jacobi Würzburg
- Ebert+Jacobi Heidenheim / Brenz
- Ebert+Jacobi Finze / Pfreimd i.d. Oberpfalz
- spangropharm / Spangenberg

## Auszeichnungen
- Bayerischer Qualitätspreis 2012 in der Kategorie Handel
- Apotheken Favorit 2012 in der Kategorie Großhandel
- Ausgezeichnet mit dem Rudolph-Egerer-Preis 2015 für besonderes Engagement in der Ausbildung